# Lac de la Thuile
Le lac de la Thuile est un lac situé en France sur la commune de La Thuile dans le département de la Savoie en région Auvergne-Rhône-Alpes.
Il s'agit d'un lac alpin de moyenne montagne, localisé à l’extrémité sud du massif des Bauges à 874 mètres d'altitude.

## Description

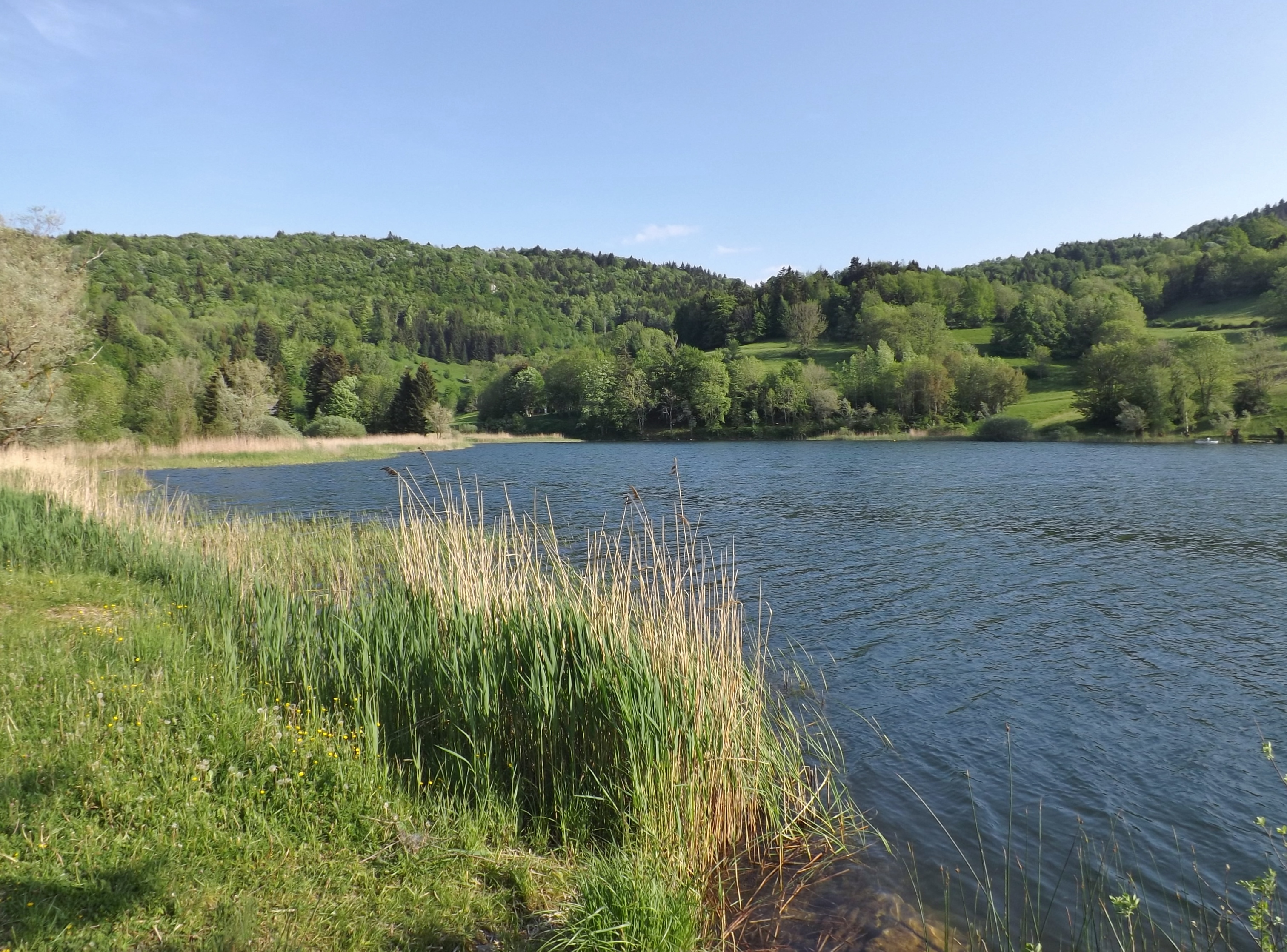
Vue vers l'extrémité sud du lac.

Le lac de la Thuile est un lac alpin situé dans le massif des Bauges près du chef-lieu de la commune de la Thuile, à 874 m d'altitude. De taille modeste, le lac s'étend selon un axe nord-ouest/sud-est sur 500 m de longueur et 200 m de largeur, pour une superficie de 7,56 ha et une profondeur maximale de 8 m. Il est par ailleurs enserré sur un plateau fermé au sud par la Savoyarde et la Roche du Guet, lesquels surplombent la cluse de Chambéry au sud-ouest et la combe de Savoie au sud/sud-est.
Le lac est alimenté par plusieurs sources, provenant des bordures marquant l’extrémité sud des Bauges. Toutefois, trois sont des écoulements superficiels et deux sont des suintements. Ces sources étant principalement issues des fontes des neiges, celles-ci se tarissent durant l’été en l'absence d'épisodes pluvieux. Le lac ne possède en outre qu'un seul exutoire, en direction du nord, vers Curienne. Son débit a été mesuré à 40 l/s en avril et à 1 l/s en juillet .
Enfin, du fait de son altitude et du climat montagnard auquel est soumis l'ensemble du massif alpin, le lac de la Thuile est régulièrement recouvert durant l'hiver d'une couche de glace, laquelle pouvant atteindre jusqu'à 20 cm d'épaisseur.

## Formation
Comme un grand nombre de lacs situés dans la région, le lac de la Thuile est un lac d'origine tertiaire formé lors de la fonte d'une des grandes glaciations de l’époque. Une partie de l'eau issue de cette fonte étant retenue dans un creux topographique de dépression argileuse entourée de moraines.

## Faune et flore

### Faune piscicole
En matière de faune piscicole, une étude menée en juillet 2010 a permis de relever huit espèces de poissons et une espèce d'écrevisse. Les espèces de poissons les plus pêchées étaient la perche, le gardon, la perche soleil, la brème et le rotengle, suivies en moindre quantité par la brème bordelière, la tanche et le brochet. En ce qui concerne l'unique espèce d'écrevisse, il s'agissait de l’écrevisse américaine. Le rendement quantitatif de cette pêche était de 111,7 pour 100 m2 de filets, soit un rendement pondéral de 3 210 g/100 m2 .
La présence importante numériquement et pondéralement de la perche et du gardon est notamment liée à la forte présence de phytoplancton dans le lac.

### Avifaune
Parmi les espèces d'oiseaux, l’une est considérée comme déterminante sur la Znieff dite du « lac de la Thuile », laquelle est l'Acrocephalus palustris, ou rousserolle verderolle.

### Flore
En ce qui concerne la flore, le lac de la Thuile comprend un très grand nombre de roseaux répartis sur une grande part de ses rives, auxquels s'ajoutent fougères (notamment l’ophioglosse), plantes hélophytes, nénuphars blanc et jaunes, trèfles d'eau ou encore potamots.

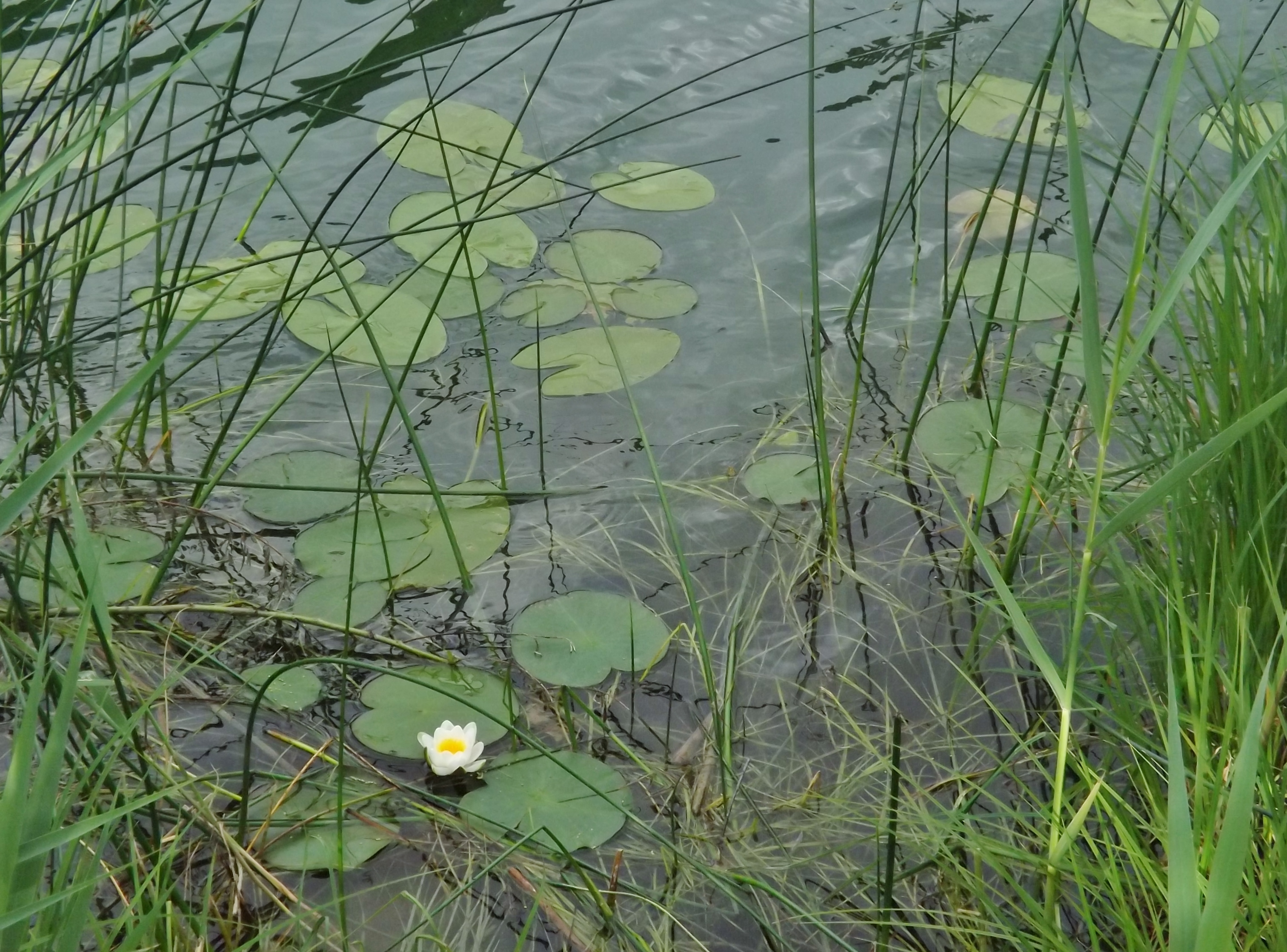
Nénuphars sur la rive sud du lac, en été.

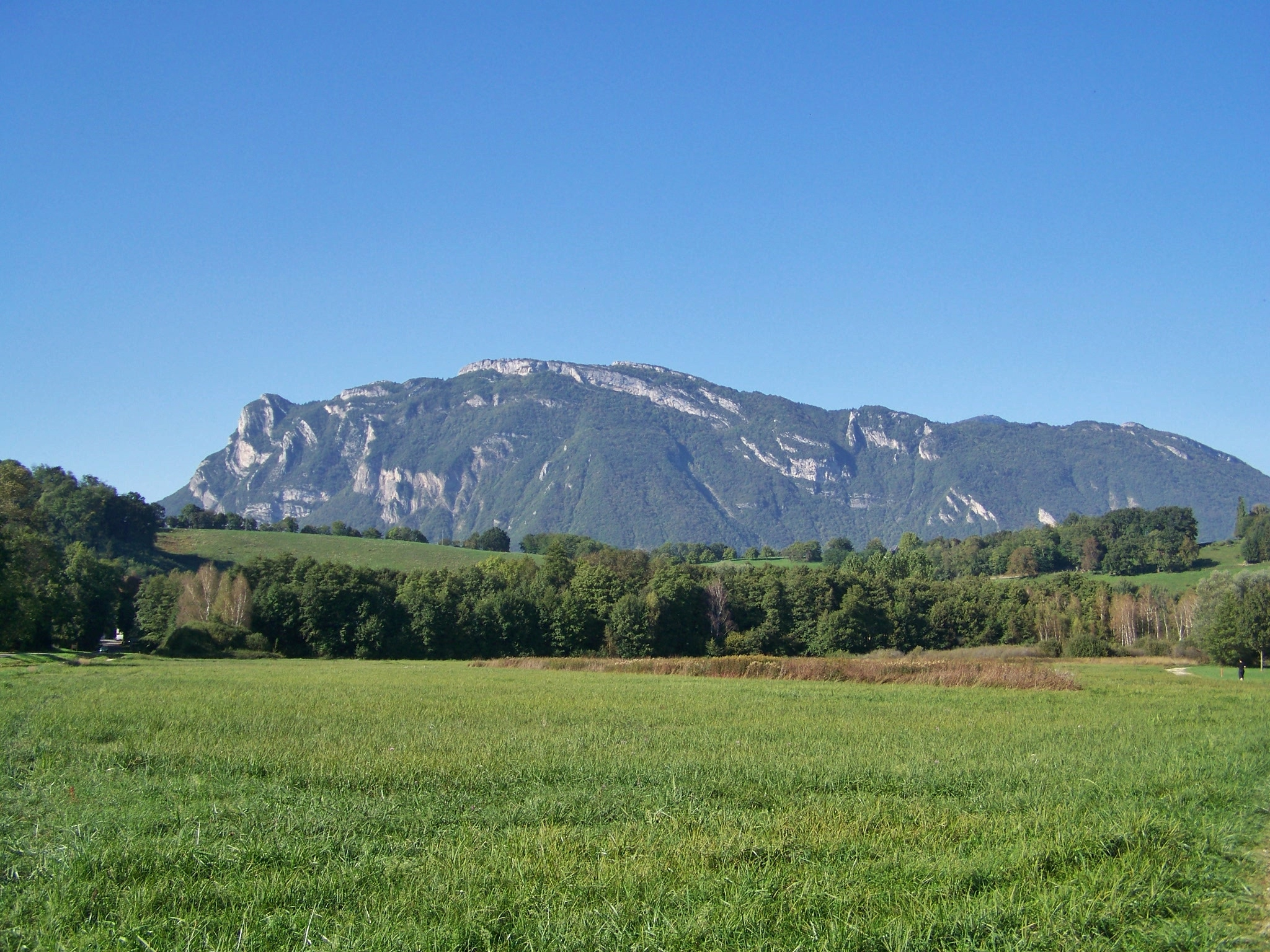
Vue de la Savoyarde et de la Roche du Guet, derrière lesquelles le lac est enserré.

## Histoire
Lors de la fondation de la chartreuse d'Aillon, vers 1178 ou 1183 (selon le Régeste genevois), par le comte de Maurienne, Humbert III, le suzerain lègue également le lac lacum meum de la Tuelli au monastère,. La charte de donation précise que puisque « dans les confins de la nouvelle maison il n'existe pas beaucoup de poissons, je lui ai donné mon lac de la Thuile ».